# 알베르 에보세 보종고
알베르 도미니크 에보세 보종고 디카(프랑스어: Albert Dominique Ebossé Bodjongo Dika, 1989년 10월 6일 ~ 2014년 8월 23일)는 카메룬의 축구 선수이다.
2008년 카메룬의 코통 스포르에서 데뷔했으며, 이후 우니스포르 FC 드 바팡을 거쳐 2011년 두알라 AC로 이적해 활약하였다. 그 뒤 2012년 라자르 포포비치의 대체자로 말레이시아의 페락 FA로 팀을 옮겼으며, 이후 2013년부터 알제리의 JS 카빌리 소속으로 뛰었다.
또한 2009년 카메룬 U-20 국가대표팀의 일원으로 활약하기도 했다.
2014년 8월 23일 USM 알제의 리그 경기에서 득점에 성공했으나 팀은 1-2로 패했고, 이에 화가 난 서포터가 던진 물체에 머리를 맞아 큰 충격을 받아 쓰러져 병원에 옮겨졌으나, 결국 몇 시간 뒤 외상성 뇌손상으로 사망하였다.
사망 이후, 알제리 축구 협회는 자신들이 관장하는 모든 축구 대회를 무기한 중단시켰으며, 사고가 발생한 11월 1일 경기장의 폐쇄를 명령했다. 그 뒤 그 해 12월 12일 리그가 재개되었고, 보종고를 기리고자 모든 경기가 응원이 배제된 조용한 상태에서 진행되었다.
이후 그 해 12월 18일 부검 결과가 공개되었으며, 어깨 부위에 입은 부상을 근거로 폭행 등 다른 이유로 사망했을 가능성이 제기되었다.